# Shinwar (distrikt)
Shinwar är ett distrikt i Afghanistan. Det ligger i provinsen Nangarhar, i den östra delen av landet, 150 kilometer öster om huvudstaden Kabul. Administrativ huvudort är Shinwar.
Distriktet beräknades år 2022 ha cirka 70 000 invånare.